# Trimma gigantum
Trimma gigantum är en fiskart som beskrevs av Richard Winterbottom och Zur 2007. Trimma gigantum ingår i släktet Trimma och familjen smörbultsfiskar. Inga underarter finns listade i Catalogue of Life.